# L'assistente di volo - The Flight Attendant
L'assistente di volo - The Flight Attendant (The Flight Attendant) è una serie televisiva statunitense basata sull'omonimo romanzo del 2018 di Chris Bohjalian. Vede come protagonista Kaley Cuoco e ha debuttato su HBO Max il 26 novembre 2020.

## Trama

### Prima stagione
L'assistente di volo statunitense Cassandra "Cassie" Bowden è un'alcolista avventata che beve durante i voli e passa il suo tempo libero con estranei, compresi i suoi passeggeri. Quando si sveglia in una stanza d'albergo con i postumi di una sbronza della notte prima, scopre il cadavere di un uomo, che era a bordo del suo ultimo volo, accanto a lei e con la gola lacerata. Temendo di dover chiamare la polizia, ripulisce la scena del crimine, e si unisce all'altro equipaggio che si dirige all'aeroporto. Arrivata a New York, degli agenti dell'FBI la interrogano sullo scalo a Bangkok. Ancora incapace di ricostruire la notte precedente e soffrendo di flashback/allucinazioni intermittenti, comincia a chiedersi chi potrebbe essere l'assassino.

### Seconda stagione
La seconda stagione è ambientata un anno dopo gli eventi della stagione precedente. Cassie ora lavora part-time come risorsa per la CIA, dove sorveglia le persone tra un volo e l'altro. È sobria da un anno, è un membro regolare degli Alcolisti Anonimi e si è trasferita a Los Angeles, dove ha un nuovo fidanzato, Marco. Durante un incarico a Berlino, il suo obiettivo viene assassinato da una donna che finge di essere lei. È ossessionata dalle immagini del suo doppione e cerca di capire chi la sta impersonando, mentre soffre ancora una volta di allucinazioni, questa volta delle versioni passate di se stessa che cercano di persuaderla a tornare a chi era una volta. Successivamente viene rivelato che l'anno di sobrietà di Cassie non è mai avvenuto e che ha avuto una ricaduta almeno due volte in quel periodo, ma ha soppresso il ricordo di ciò.

## Episodi
| Stagione         | Episodi | Pubblicazione USA | Prima TV Italia |
| ---------------- | ------- | ----------------- | --------------- |
| Prima stagione   | 8       | 2020              | 2021            |
| Seconda stagione | 8       | 2022              | 2022            |

## Personaggi e interpreti

### Personaggi principali
- Cassandra "Cassie" Bowden (stagioni 1-2), interpretata da Kaley Cuoco, doppiata da Eleonora Reti.
Assistente di volo di prima classe dipendente dall'alcol.
- Alexander "Alex" Sokolov (stagione 1), interpretato da Michiel Huisman, doppiato da Stefano Crescentini.
Affascinante uomo d'affari russo con cui Cassie passa un'intera giornata e fa sesso. Cassie lo trova assassinato con la gola tagliata nel letto quando si sveglia accanto a lui.
- Annie Mouradian (stagioni 1-2), interpretata da Zosia Mamet, doppiata da Erica Necci.
Avvocato e migliore amica di Cassie.
- Davey Bowden (stagione 1, ricorrente stagione 2), interpretato da T. R. Knight, doppiato da Francesco Bulckaen.
Fratello gay di Cassie.
- Miranda Croft (stagione 1, guest stagione 2), interpretata da Michelle Gomez, doppiata da Anna Cugini.
Collega di Alex.
- Buckley Ware (stagione 1, guest stagione 2), interpretato da Colin Woodell, doppiato da Marco Vivio.
Attore disoccupato con cui Cassie ha una relazione. In realtà è un ladro e assassino che si fa chiamare Feliks.
- Kim Hammond (stagione 1), interpretata da Merle Dandridge, doppiata da Chiara Colizzi.
Agente dell'FBI che interroga Cassie.
- Shane Evans (stagioni 1-2), interpretato da Griffin Matthews.
Amico e collega di Cassie. In realtà è un agente della CIA incaricato di tenere d’occhio Megan.
- Van White (stagione 1), interpretato da Nolan Gerard Funk, doppiato da Manuel Meli.
Agente dell'FBI che interroga Cassie.
- Megan Briscoe (stagioni 1-2), interpretata da Rosie Perez, doppiata da Maura Cenciarelli.
Amica e collega di Cassie, invischiata nello spionaggio aziendale per conto del governo della Corea del Nord.
- Maxwell "Max" Montgomery Park (stagione 2, ricorrente stagione 1), interpretato da Deniz Akdeniz, doppiato da Stefano Sperduti.
Hacker e fidanzato di Annie.
- Benjamin Berry (stagione 2), interpretato da Mo McRae, doppiato da Paolo Vivio.
Agente della CIA e supervisore di Cassie.
- Gabrielle Diaz (stagione 2), interpretata da Callie Hernandez, doppiata da Giulia Franceschetti.
Moglie di Esteban e passeggera nel volo di Cassie a Berlino. In realtà sono una coppia di sicari ingaggiata dai nordcoreani per trovare Megan.
- Esteban Diaz (stagione 2), interpretato da Joseph Julian Soria.
Marito di Gabrielle.
- Dot Karlson (stagione 2), interpretata da Cheryl Hines, doppiata da Francesca Fiorentini.
Capo di Benjamin nella CIA.

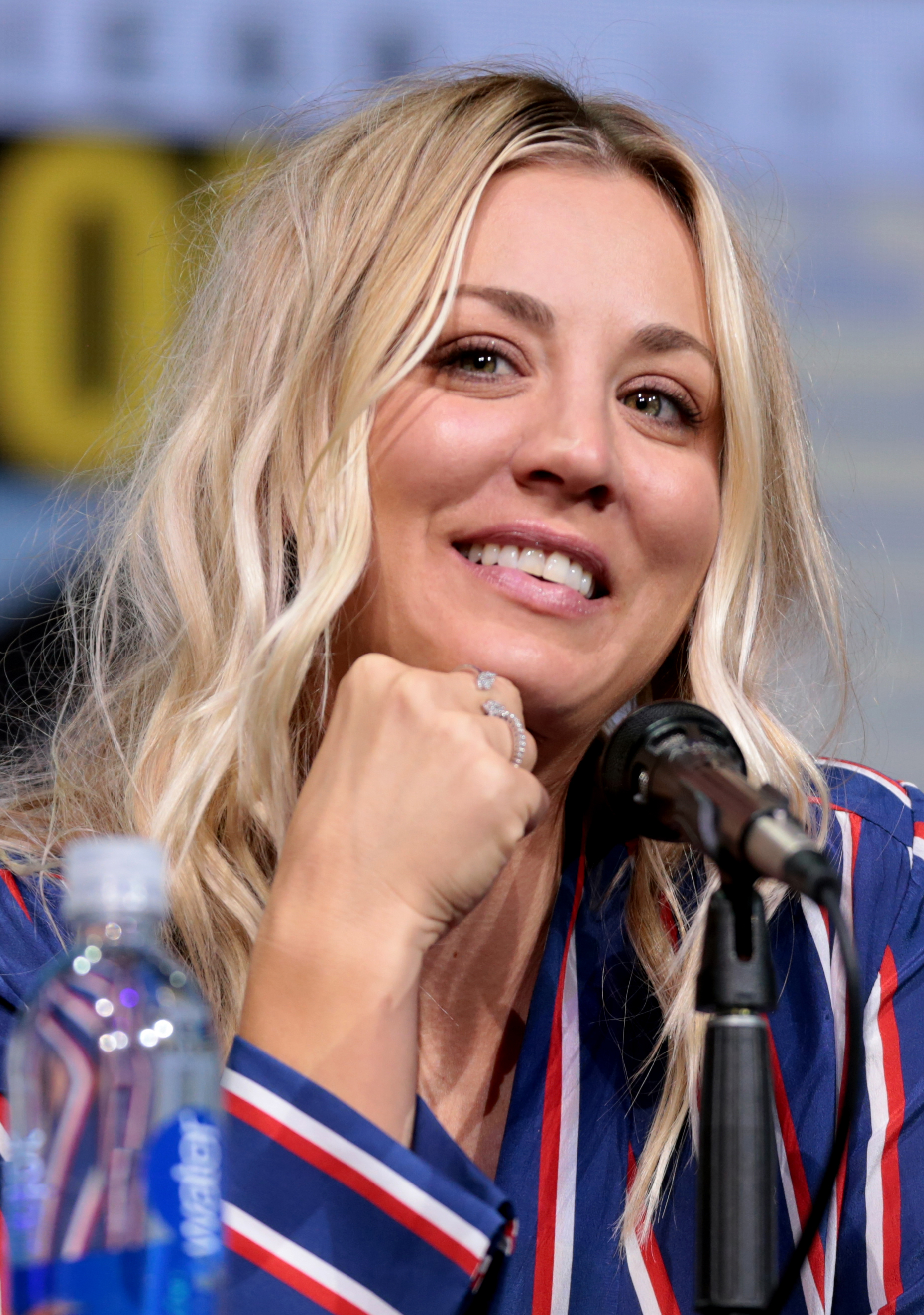
Kaley Cuoco
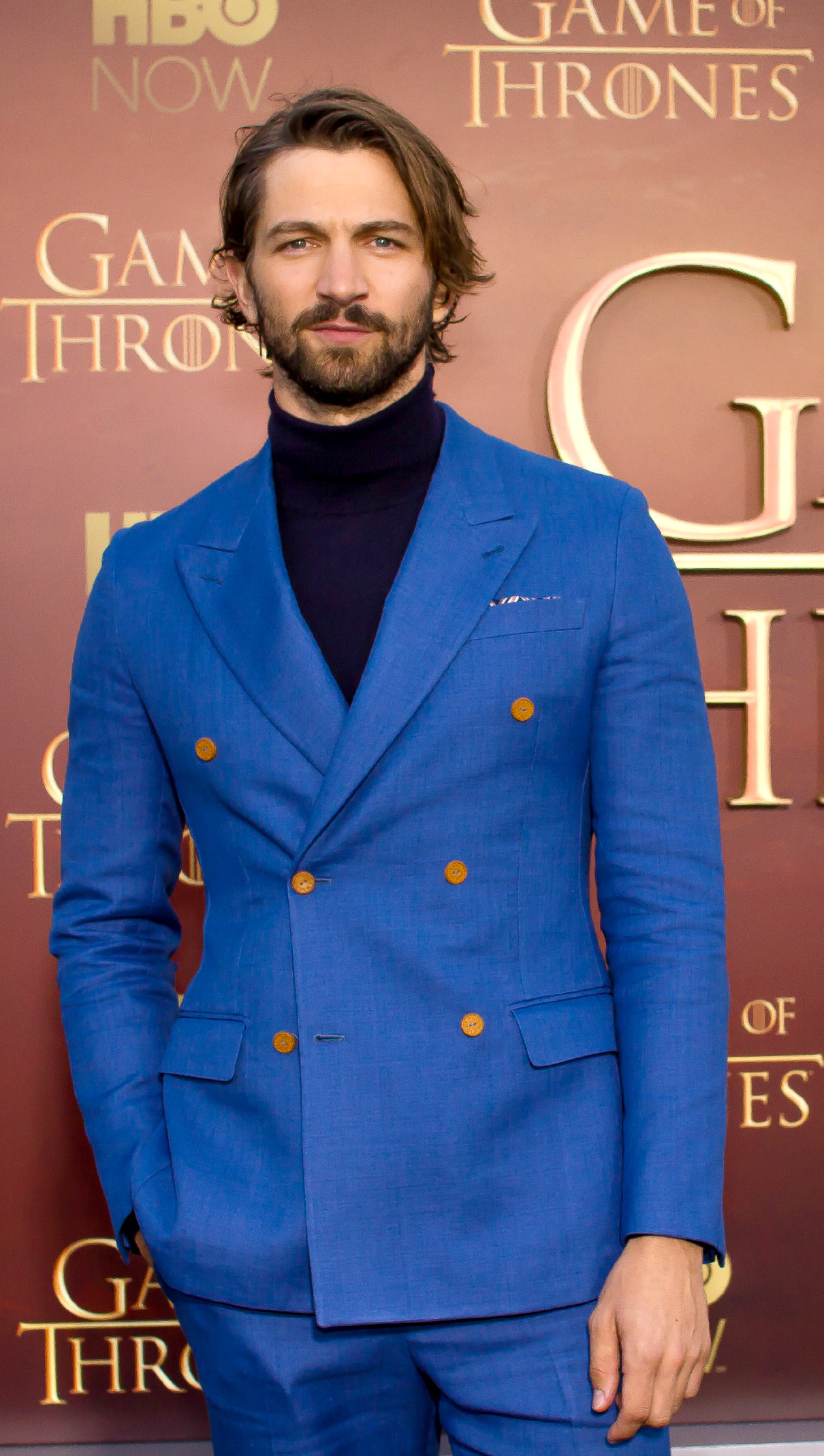
Michiel Huisman
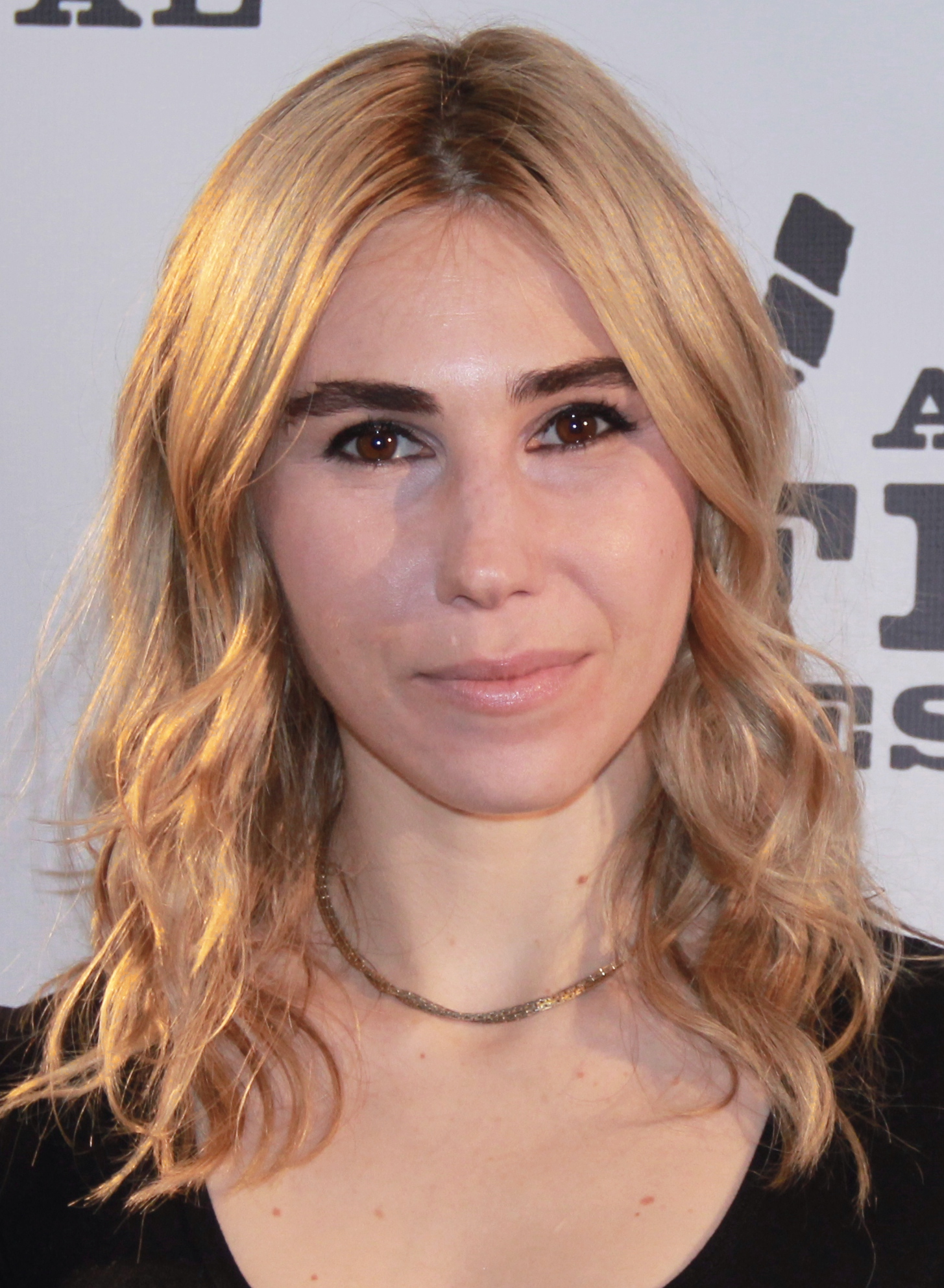
Zosia Mamet
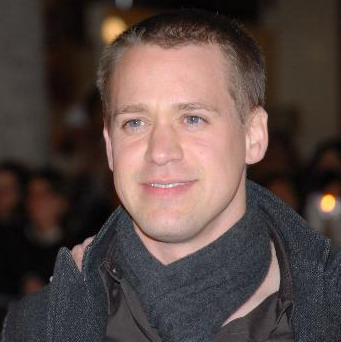
T. R. Knight
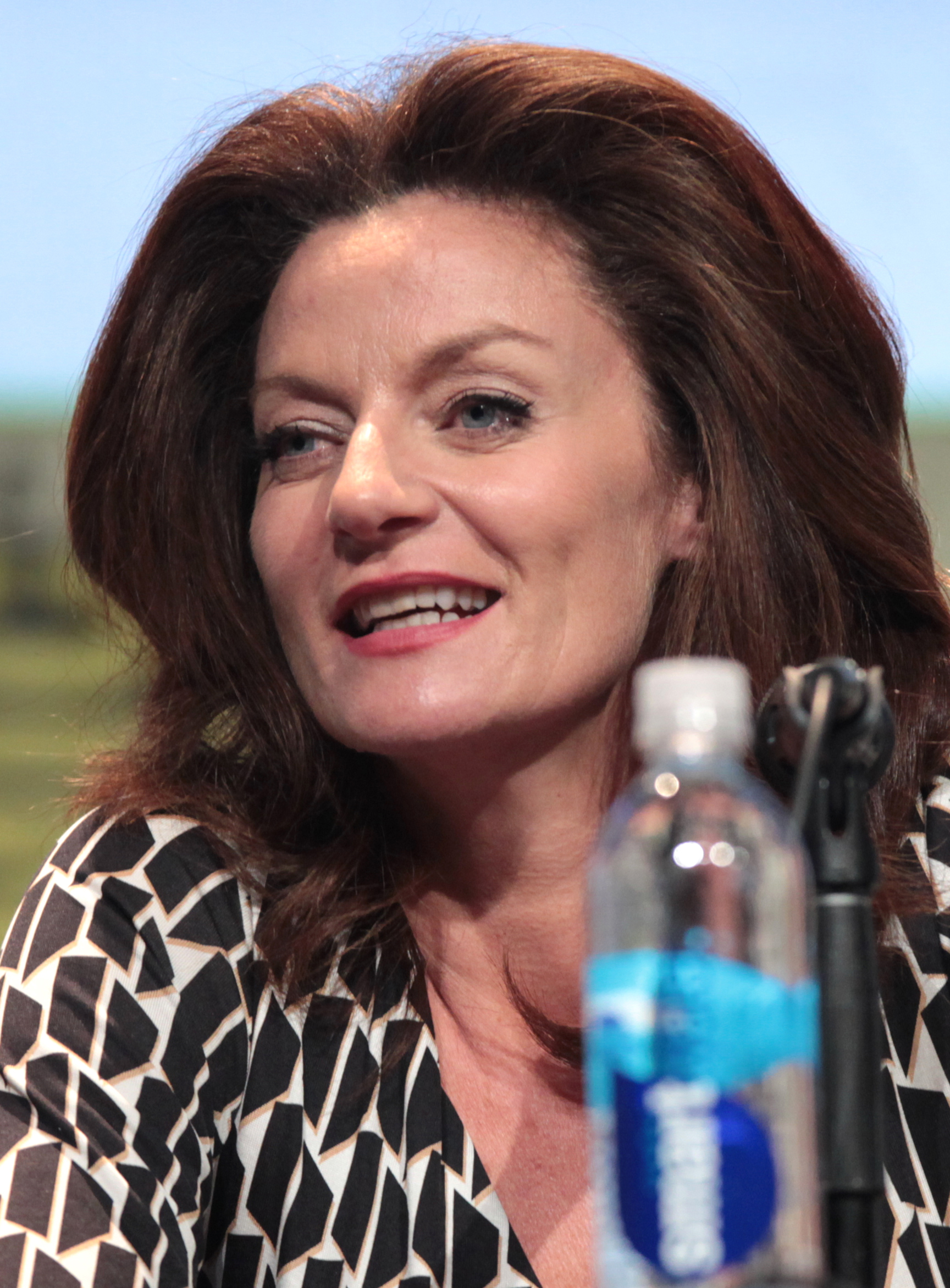
Michelle Gomez
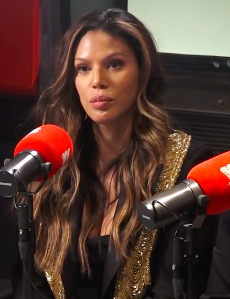
Merle Dandridge
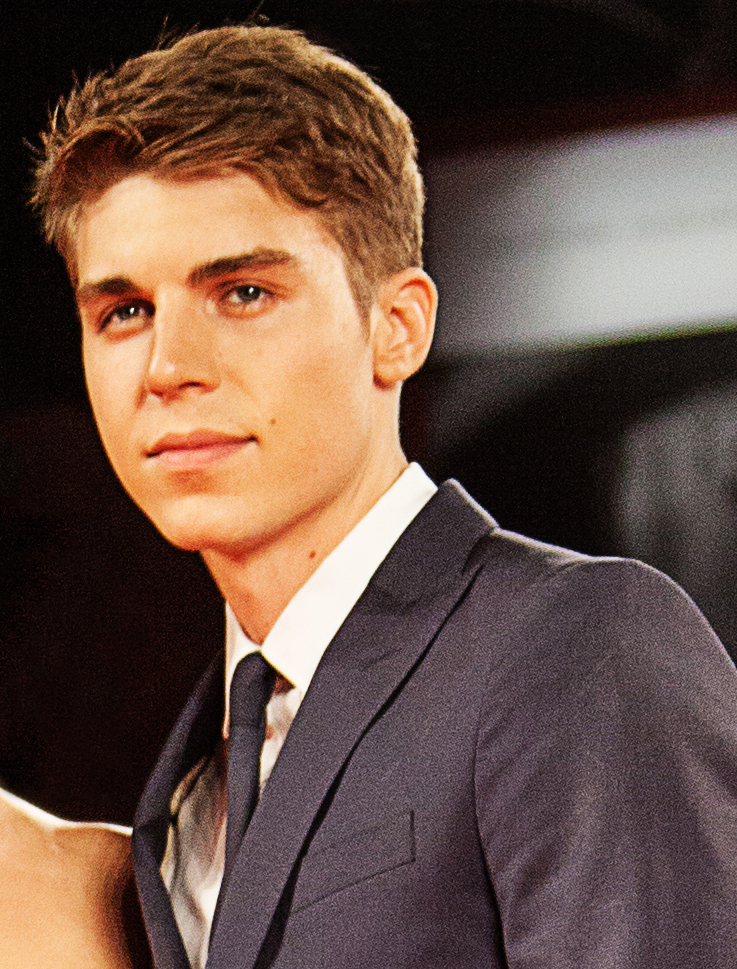
Nolan Gerard Funk
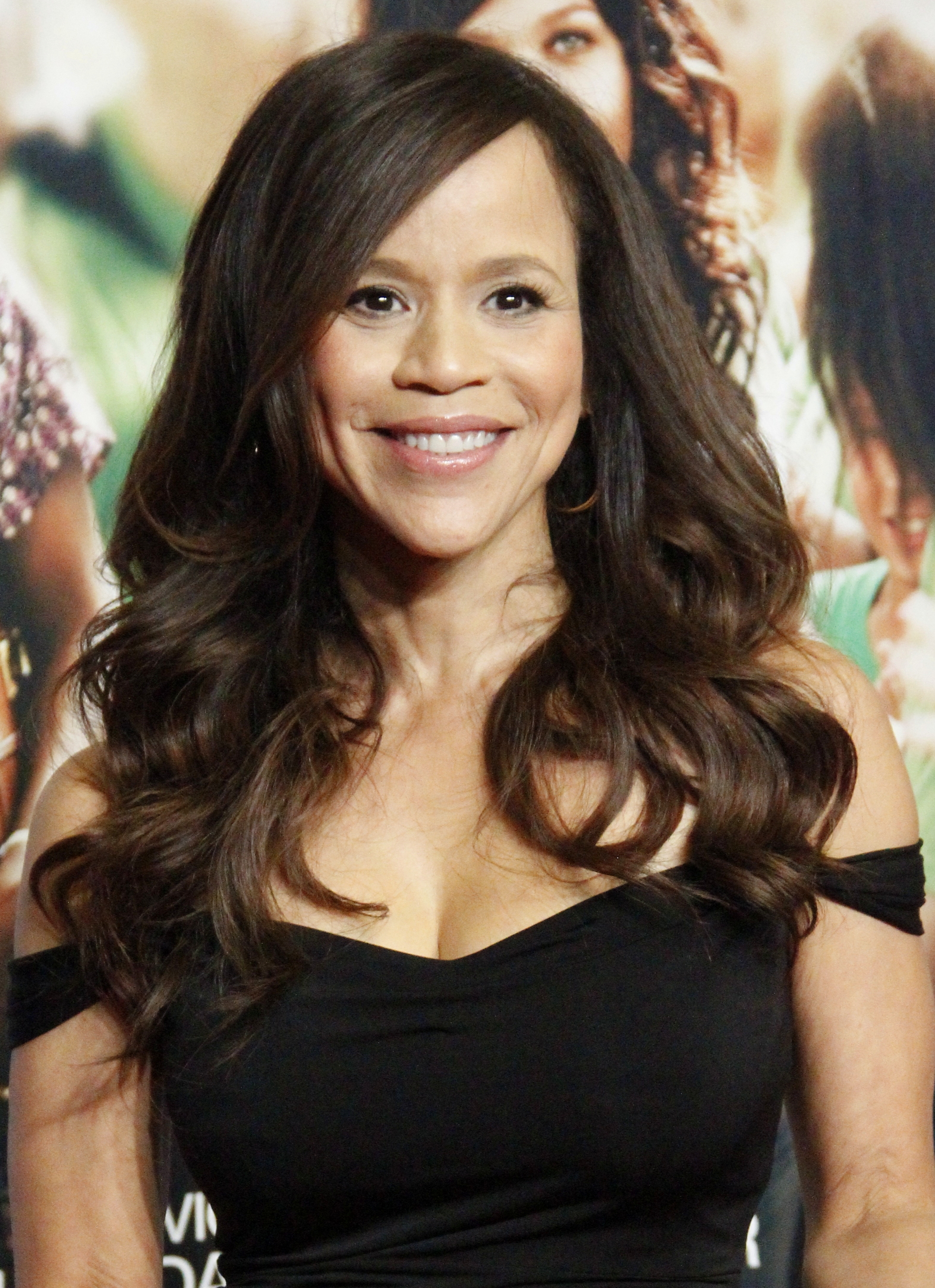
Rosie Perez

### Personaggi secondari
- Bill Briscoe (stagioni 1-2), interpretato da Terry Serpico.
Marito di Megan.
- Hank Bowden (stagioni 1-2), interpretato da Jason Jones, doppiato da Alessandro Quarta.
Padre di Cassie e Davey col vizio dell'alcol.
- Enrico (stagione 1), interpretato da Alberto Frezza.
Vecchio amico italiano di Cassie.
- Diana Carlisle (stagione 1), interpretata da Bebe Neuwirth, doppiata da Irene Di Valmo.
Capo di Annie.
- Jada Harris (stagioni 1-2), interpretata da Yasha Jackson.
Collega di Cassie e Megan.
- Nate (stagione 1), interpretato da Isha Blaaker.
Pilota e amico di Cassie.
- Sabrina Oznowich (stagione 1), interpretata da Stephanie Koenig, doppiata da Benedetta Ponticelli.
Receptionist della Unisphere.
- Victor (stagione 1), interpretato da Ritchie Coster, doppiato da Fabrizio Temperini.
Capo di Miranda.
- Janet Sokolov (stagione 1), interpretata da Ann Magnuson.
Madre di Alex.
- Cecilia (stagione 1, guest stagione 2), interpretata da Briana Cuoco, doppiata da Veronica Puccio.
Amica di Miranda.
- Eli Briscoe (stagioni 1-2), interpretato da David Iacono.
Figlio adolescente di Megan e Bill.
- Grace St. James (stagione 2), interpretata da Mae Martin.
Nuova collega di Cassie.
- Jenny (stagione 2), interpretata da Jessie Ennis, doppiata da Letizia Ciampa.
Nuovo membro alla Alcolisti Anonimi.
- Marco (stagione 2), interpretato da Santiago Cabrera, doppiato da Jacopo Venturiero.
Nuovo ragazzo di Cassie.
- Brenda (stagione 2), interpretata da Shohreh Aghdashloo, doppiata da Antonella Giannini.
Sponsor di Cassie alla AA.
- Jim Jones (stagione 2), interpretato da Erik Passoja.
Galoppino di Benjamin.
- Charlie Utada (stagione 2), interpretata da Margaret Cho, doppiata da Emanuela Damasio.
Gestisce la pesca di tonno pinna blu fuori dalla Nuova Scozia per poi venderlo al mercato nero ed è innamorata di Megan.
- Carol Atkinson (stagione 2), interpretata da Alanna Ubach.
Collega di Cassie soprannominata “Carol mercato nero” perché vende voucher sottobanco per profitto.
- Lisa Bowden (stagione 2), interpretata da Sharon Stone, doppiata da Cristiana Lionello.
Madre di Cassie e Davey.
- Cherri (stagione 2), interpretata da Izabella Miko, doppiata da Francesca Manicone.
Amica di Megan ed ex assistente di volo che ora è proprietaria di uno strip club.

## Produzione
Il 27 ottobre 2017 è stato annunciato che la società di produzione di Kaley Cuoco, Yes, Norman Productions, ha opzionato i diritti del romanzo, The Flight Attendant. Il romanzo avrebbe dovuto essere sviluppato in una miniserie televisiva con Cuoco come produttrice esecutiva. Il 1º luglio 2019 Greg Berlanti si è unito alla produzione come produttore esecutivo attraverso la Berlanti Productions. Nella stessa data è stato riportato che la serie confluisce nel nuovo servizio streaming di WarnerMedia, HBO Max. Il 18 dicembre 2020, HBO Max ha rinnovato la serie per una seconda stagione, che è stata distribuita dal 21 aprile 2022.
Il 19 gennaio 2024 Max ha cancellato la serie dopo due stagioni.

### Riprese
Le riprese iniziarono nel novembre 2019 a Bangkok, prima di proseguire a White Plains, New York a dicembre. Il 12 marzo 2020 Warner Bros. Television chiuse la produzione della serie a causa della pandemia di COVID-19. La produzione dei due episodi rimanenti della stagione è stata ripresa il 31 agosto 2020 a New York. Per la seconda stagione, la realizzazione della serie si trasferisce in California per ottenere i vantaggi delle tasse incentive fornite dalla California Film Commission.

## Distribuzione
Negli Stati Uniti, la serie ha debuttato il 26 novembre 2020 con i primi tre episodi disponibili su HBO Max. In Italia è trasmessa su Sky Serie dal 1º luglio 2021.

## Accoglienza
Sull'aggregatore di recensioni Rotten Tomatoes la prima stagione ottiene il 97% delle recensioni professionali positive, con un voto medio di 7,40 su 10 basato su 69 critiche, mentre su Metacritic ha un punteggio di 78 su 100 basato su 24 recensioni. Sempre su Rotten Tomatoes la seconda stagione ottiene il 86% delle recensioni professionali positive, con un voto medio di 7,15 su 10 basato su 52 critiche, mentre su Metacritic ha un punteggio di 75 su 100 basato su 20 recensioni.

## Riconoscimenti
- 2021 – Golden Globe[18]
  - Candidatura per la miglior serie commedia o musicale
  - Candidatura per la miglior attrice in una serie commedia o musicale a Kaley Cuoco
- 2023 – Golden Globe[19]
  - Candidatura per miglior attrice in una serie commedia o musicale a Kaley Cuoco
- 2022 – Premio Emmy[20]
  - Candidatura alla miglior attrice protagonista in una serie commedia a Kaley Cuoco
- 2023 – Critics' Choice Awards[21]
  - Candidatura alla miglior attrice in serie commedia a Kaley Cuoco